# L'home infinit
L'home infinit (títol original en anglès, The Infinite Man) és una pel·lícula australiana de ciència-ficció del 2014 dirigida per Hugh Sullivan. S'ha doblat al català.
És protagonitzada per Josh McConville com a Dean, Hannah Marshall com a Lana i Alex Dimitriades com a Terry.
La pel·lícula va rebre crítiques favorables. Rotten Tomatoes recull una puntuació d'aprovació del 94% i una puntuació mitjana de 7,86 sobre 10, basada en 18 ressenyes.
Luke Buckmaster de Guardian Australia li va donar cinc estrelles.